# Abrahamowicz II
Abrahamowicz – polski herb szlachecki, odmiana herbu Kotwica.

## Opis herbu
Opis zgodnie z klasycznymi regułami blazonowania:
W polu błękitnym kotwica srebrna, nad nią słońce. Klejnot: Trzy pióra strusie.

## Najwcześniejsze wzmianki
Indygenat austriacki z 14 kwietnia 1817 roku.

## Herbowni
Abrahamowicz.